# Obereopsis elongatula
Obereopsis elongatula är en skalbaggsart som beskrevs av Stefan von Breuning 1949. Obereopsis elongatula ingår i släktet Obereopsis och familjen långhorningar. Inga underarter finns listade i Catalogue of Life.